# Alluaudomyia smeei
Alluaudomyia smeei är en tvåvingeart som beskrevs av Tokunaga 1963. Alluaudomyia smeei ingår i släktet Alluaudomyia och familjen svidknott. Inga underarter finns listade i Catalogue of Life.